# 侍政
侍政（侍制、さむらいせい、Samuraicracy）は、幕藩体制を幕府と藩の関係においてではなく、「貴族政(Aristocracy)」や「民主政(Democracy)」といった統治形態(政体)との用語上の一律な比較を可能にしつつ「侍(samurais)」の支配体制ということに重心を置いた言葉であり、併せてパックス・トクガワーナ（すなわち天下泰平）を統治主体たる武士との関係において強調するものである。

## 解説
日本の江戸時代の平和に哲学的な意義を最初に発見したのは、ロシア出身のユダヤ人でフランスの哲学者である
アレクサンドル・コジェーヴである。コジェーヴは良く知られた『ヘーゲル読解入門』の「日本化についての註」の中で次のように述べている。
これを受ける形で『自死の日本史』において、パックス・トクガワーナをもたらした侍政の原理が法制に組み込まれた切腹という習俗にあることを詳細に明らかにしたのが、フランスの哲学者で日本学者のモーリス・パンゲである。パンゲは、江戸幕府の刑法体系を専制的としたシャルル・ド・モンテスキューを引きながらも、その分類によれば幕府の権力と武士の関係においては君主政的であり、むしろスパルタに似た軍事共和政に近いものとしてその独自性を強調し、さらにはこれが準宗教的な性格を有するものでさえあることを次のように表現している。

ちなみに両者とは特に関係がないが、パックス・トクガワーナの別の側面として、戦国時代を通して大量に生産、使用された火縄銃を歴史の前面から退けたことを、テクノロジー史上の快挙として注目し『鉄砲を捨てた日本人』を著したのが、アメリカの英米文学の教授で環境保護論者でもあったノエル・ペリンである。ペリンは三島由紀夫に捧げたこの著作の最後で、日本人がかつて銃に対してなしたことを、今日世界が核兵器に対してなしうる保証はないとしながら、尚もこの教訓を活かしたその実現に希望を表明している。